# جان لچز
جان لچز (به انگلیسی: John Lachs) فیلسوف آمریکایی و استاد فلسفه دانشگاه وندربیلت آمریکاست. او از سال ۱۹۶۷ در این دانشگاه مشغول تدریس بوده‌است. او دکترای خود را در سال ۱۹۶۱ از دانشگاه ییل گرفته‌است. آثار او در حوزه فلسفه ذهن، فلسفه سیاسی، ایده‌آلیسم آلمانی، متافیزیک، اخلاق و ماهیت انسان است.